# Tabota
Tabota è un arrondissement del Benin situato nella città di Boukoumbé (dipartimento di Atakora) con 10 176 abitanti (dato 2006).